# Mexikanische Fußballnationalmannschaft (U-23-Männer)

Logo des Comité Olímpico Mexicano

Die mexikanische U-23-Fußballnationalmannschaft ist eine Auswahlmannschaft der Federación Mexicana de Fútbol Asociación, die aus mexikanischen Fußballspielern besteht, die das 23. Lebensjahr noch nicht vollendet haben. Diese Auswahl vertritt Mexiko seit 1992 beim olympischen Fußballturnier, wobei sie von bis zu drei älteren Spielern ergänzt werden darf.

## Geschichte
Bei ihren ersten fünf Teilnahmen an den olympischen Fußballturnieren zwischen 1992 und 2008 erzielte die mexikanische U-23-Auswahlmannschaft ihr bestes Ergebnis 1996 mit dem Erreichen des Viertelfinals und schied ansonsten je zweimal (1992 und 2004) in der Gruppenphase aus bzw. qualifizierte sich (2000 und 2008) erst gar nicht. 
Ihre bisher erfolgreichste Phase hatte die Mannschaft in den Jahren 2011 und 2012, als sie sich innerhalb von nur zehn Monaten gleich drei Titel sichern konnte. 
Zunächst gewann sie im Oktober 2011 das im Rahmen der Panamerikanischen Spiele im heimischen Estadio Omnilife ausgetragene Fußballturnier und wurde bei diesem Triumph von den drei älteren Spielern Jesús Corona (Torwart und Mannschaftskapitän, 30 Jahre), Jesús Zavala (Mittelfeldspieler, 24) und Oribe Peralta (Stürmer, 27) unterstützt. 
Sieben Monate später gewann eine reine U-23-Mannschaft am 1. Juni 2012 erstmals für Mexiko das prestigeträchtige Turnier von Toulon. 
Weitere gut zwei Monate später gewann die mexikanische U-23-Auswahlmannschaft – verstärkt um die bereits bei den Panamerikanischen Spielen eingesetzten Jesús Corona (31 Jahre) und Oribe Peralta (28) sowie dem Verteidiger Carlos Salcido (32) – unter der Leitung von Trainer Luis Fernando Tena erstmals für Mexiko das olympische Fußballturnier und sicherte dem Land bei diesem Turnier außerdem die einzige Goldmedaille.

## Der Kader des Olympiasiegers von 2012
| Nr.        | Spieler            | Geburtsdatum | Verein                |     |     |     |     |     |     |     |     |
| Tor        | Tor                | Tor          | Tor                   | Tor | Tor | Tor | Tor | Tor | Tor | Tor | Tor |
| ---------- | ------------------ | ------------ | --------------------- | --- | --- | --- | --- | --- | --- | --- | --- |
| 1          | Jesús Corona       | 26.01.1981   | CD Cruz Azul          |     |     |     |     |     |     |     |     |
| 18         | José Rodríguez     | 04.07.1992   | Deportivo Guadalajara |     |     |     |     |     |     |     |     |
| Abwehr     |                    |              |                       |     |     |     |     |     |     |     |     |
| 2          | Israel Jiménez     | 13.08.1989   | UANL Tigres           |     |     |     |     |     |     |     |     |
| 3          | Carlos Salcido     | 02.04.1980   | UANL Tigres           |     |     |     |     |     |     |     |     |
| 4          | Hiram Mier         | 25.08.1989   | CF Monterrey          |     |     |     |     |     |     |     |     |
| 5          | Dárvin Chávez      | 21.11.1989   | CF Monterrey          |     |     |     |     |     |     |     |     |
| 13         | Diego Reyes        | 19.09.1992   | Club América          |     |     |     |     |     |     |     |     |
| 15         | Néstor Vidrio      | 23.03.1989   | CF Pachuca            |     |     |     |     |     |     |     |     |
| 17         | Néstor Araujo      | 29.08.1991   | CD Cruz Azul          |     |     |     |     |     |     |     |     |
| Mittelfeld |                    |              |                       |     |     |     |     |     |     |     |     |
| 6          | Héctor Herrera     | 19.04.1990   | CF Pachuca            |     |     |     |     |     |     |     |     |
| 7          | Javier Cortés      | 20.07.1989   | UNAM Pumas            |     |     |     |     |     |     |     |     |
| 11         | Javier Aquino      | 11.02.1990   | CD Cruz Azul          |     |     |     |     |     |     |     |     |
| 14         | Jorge Enríquez     | 08.01.1991   | Deportivo Guadalajara |     |     |     |     |     |     |     |     |
| 16         | Miguel Ponce       | 12.04.1989   | Deportivo Guadalajara |     |     |     |     |     |     |     |     |
| Angriff    |                    |              |                       |     |     |     |     |     |     |     |     |
| 8          | Marco Fabián       | 21.07.1989   | Deportivo Guadalajara |     |     |     |     |     |     |     |     |
| 9          | Oribe Peralta      | 12.01.1984   | Santos Laguna         |     |     |     |     |     |     |     |     |
| 10         | Giovani dos Santos | 11.05.1989   | Tottenham Hotspur     |     |     |     |     |     |     |     |     |
| 12         | Raúl Jiménez       | 05.05.1991   | Club América          |     |     |     |     |     |     |     |     |

## Spieler, die an allen Turniersiegen 2011 und 2012 beteiligt waren
Acht U-23-Nationalspieler waren an allen drei vorgenannten Erfolgen zwischen Oktober 2011 und August 2012 beteiligt: José Antonio Rodríguez (Tor), Néstor Araujo, Dárvín Chávez, Hiram Mier, Miguel Ponce (Abwehr), Javier Aquino, Jorge Enríquez (Mittelfeld) und Diego Reyes (Abwehr bzw. Mittelfeld).